# Universitetet i Tromsø – Norges arktiske universitet
Universitetet i Tromsø – Norges arktiske universitet (forkortet UiT) (engelsk: University of Tromsø – The Arctic University of Norway; nordsamisk: Romssa universitehta – Norgga árktalaš universitehta) er et universitet i Norge med campuser i Tromsø, Narvik, Alta, Harstad, Hammerfest, Bardufoss og Kirkenes der blev grundlagt i 1972. Universitetet er det nordligst beliggende i verden og den største forsknings- og uddannelsesinstitutioner i Nord-Norge.
Universitetet fokuserer bl.a. på polarlysforskning, rumvidenskab, fiskerividenskab, bioteknologi, sprogvidenskab, multi-kulturelle samfund, samisk kultur samt en lang række arktiske forskningsprojekter. Universitetet er fusioneret med Høgskolen i Tromsø (2009), Høgskolen i Finnmark (2013), samt Høgskolen i Narvik og Høgskolen i Harstad (2013).

## Fakulteter
Universitetet har 6 fakulteter:
- Fakultet for naturvitenskap og teknologi (NT)
- Det juridiske fakultet (JurFak)
- Fakultet for humaniora, samfunnsvitenskap og lærerutdanning (HSL)
- Fakultet for biovitenskap, fiskeri og økonomi (BFE)
- Det helsevitenskapelige fakultet (HelseFak)
- Fakultet for ingeniørvitenskap og teknologi (IVT)